# Напалков, Николай Иванович
Никола́й Ива́нович Напа́лков (20 ноября (2 декабря) 1868, Москва, Российская империя — 6 января 1938, Ростов-на-Дону, СССР) — советский хирург, организатор здравоохранения, доктор медицинских наук (1900), профессор (1913), редактор журнала «Хирургия» (1909—1914), председатель XIX-го Всероссийского съезда хирургов (1927), создатель Института травматологии и переливания крови в Ростове-на-Дону (1930), основатель хирургической научной школы. Награждён орденом Святого Станислава II степени (1915) и орденом Святой Анны II степени (1916).

## Биография

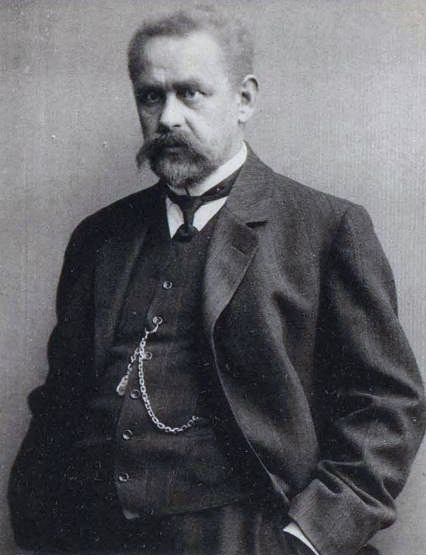
Н. И. Напалков, 1911

Николай Напалков родился 20 ноября (2 декабря) 1868 года в Москве в многодетной семье ямщика слободы Рогожской Ивана Ивановича Напалкова. В 1887 году с золотой медалью окончил 3-ю Московскую гимназию, что позволило ему продолжить учёбу. Образование получил на медицинском факультете Московского университета. Обучаясь на старших курсах, студент Напалков принимал участие в борьбе с эпидемией холеры. После окончании университета в 1893 году работал земским врачом в Переяславле-Залесском Владимирской губернии, а затем в Воронежской губернии, где во время ликвидации эпидемии холеры в слободе Чижовка встретил свою будущую жену Клавдию Владимировну Мурзину. По результатам этой работы Напалков написал свою первую научную статью «Холерная эпидемия в слободке Чижовка близ города Воронежа», которая была напечатана в «Медицинской беседе».
В 1895 году на семейные сбережения в 300 рублей Напалковы переехали в Москву, и Николай Иванович устроился на работу в больницу Иверской общины Красного Креста, одновременно специализируясь по хирургии сначала в Мариинской, а затем в Шереметьевской больницах. Во многом на дальнейшую судьбу Напалкова повлияла встреча на консультациях больных с одним из крупных русских хирургов П. И. Дьяконовым, так как следствием этой встречи была совместная работа с Дьяконовым в Институте топографической анатомии и оперативной хирургии, а позднее — в госпитальной хирургической клинике Московского университета.
29 апреля (12 мая) 1900 года Напалков защитил диссертацию на степень доктора медицины «Шов сердца и кровеносных сосудов», получившую премию имени профессора И. Н. Новацкого, и вскоре занял должность приват-доцента госпитальной хирургической клиники Московского университета, возглавляемой П. И. Дьяконовым. После смерти Дьяконова в 1908 году Напалков стал на правах старшего ассистента временно исполнять обязанности руководителя этой клиники и с 1909 по 1914 год совместно с Н. Н. Теребинским был редактором журнала «Хирургия». В 1910 году Н. И. Напалков наряду с А. В. Мартыновым и И. П. Алексинским принял участие в конкурсе на должность заведующего кафедрой, в результате которого этот пост занял А. В. Мартынов. Напалков, принявший изначально решение остаться в клинике в качестве ассистента, вскоре покинул её из-за того, что у него не сложились отношения с новым руководителем.

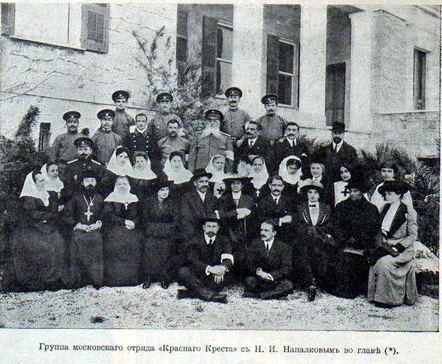
Отряд Красного Креста под руководством Н. И. Напалкова на Балканской войне. Фотография из журнала «Искры», 1913 год

Осенью 1912 года Напалков возглавил сформированный в Санкт-Петербурге отряд Общества Красного Креста, направленный на Балканскую войну в Грецию и развернувший свой госпиталь в порту Пирей.
После окончания Балканской войны Н. И. Напалков вернулся в Москву. К этому моменту в Варшавском университете стало вакантным место профессора кафедры факультетской хирургии. Напалков принял участие в конкурсе и 23 ноября (6 декабря) 1913 года был избран профессором этой кафедры, однако министром народного просвещения Л. А. Кассо в этом звании утверждён не был. Сложившееся положение помогло исправить лишь личное вмешательство жены короля Греции великой княгини Ольги Константиновны, знавшей Николая Ивановича со времён Балканской войны, — Напалков, написавший ей письмо с просьбой о содействии в восстановлении справедливости, был всё-таки утвёрждён в звании профессора. После начала Первой мировой войны в 1914—1915 годах Н. И. Напалков стоял во главе 2-го Варшавского госпиталя Елизаветинской общины Красного Креста, за службу и труды во время военных действий был награждён орденами Святого Станислава II степени и Святой Анны II степени.
В сентябре 1915 года в связи с приближением к Варшаве германских войск Варшавский университет и 2-й Варшавский госпиталь Красного Креста были эвакуированы в Ростов-на-Дону, где Н. И. Напалков возглавил факультетскую хирургическую клинику, в которой проработал в течение 24 лет. Под его контролем в клинике была построена лекционная аудитория с амфитеатром и собрана большая библиотека.
4 (17) сентября 1917 года Напалков овдовел. После Октябрьской революции с началом Гражданской войны вокруг Ростова-на-Дону завязались ожесточённые бои, а университетская клиника превратилась в госпиталь, в который круглосуточно доставлялись раненые, нуждающиеся в срочной хирургической помощи. В 1919 году хирург организовал в Ростове-на-Дону хирургическое общество (Донское хирургическое общество), председателем которого он был избран. После установления в городе Советской власти Н. И. Напалков был арестован, но в 1920 году освобождён и вернулся к прежней работе. В 1930 году на базе факультетской хирургической клиники он создал Институт травматологии и переливания крови и возглавил его.
В 1937 году самочувствие Напалкова заметно ухудшилось: появились и стали нарастать общая слабость, недомогание, прогрессировало похудение. Он сам себе поставил диагноз рака желудка, но все предложения выполнить необходимые исследования категорически отверг: оперироваться он не хотел и, невзирая на болезнь, продолжал трудиться до последнего. 5 января 1938 года он почувствовал себя настолько плохо, что остался дома. Н. И. Напалков умер 6 января 1938 года в 14 часов в своём домашнем кабинете в Ростове-на-Дону на семидесятом году жизни.

## Вклад в медицинскую науку
Н. И. Напалков является автором более 180 печатных научных работ, посвященных вопросам хирургии сердца, перикарда и крупных артерий, болезням прямой кишки, эхинококкозу, пластической и гнойной хирургии, травматологии и ортопедии. Среди них особое значение имеют работы «Хирургия сердца и околосердечной сумки» (1902), «Оперативное лечение хронических плевральных нагноений» (1905), «Лекции по топографической анатомии и оперативной хирургии» (1908—1909, тома 1—2, совместно с П. И. Дьяконовым, Ф. А. Рейном и Н. К. Лысенковым, удостоена премии имени И. Ф. Буша), «Лечение варикозных расширений вен нижних конечностей» (1911), «Лечение ран» (1913, совместно с А. М. Заблудовским), «К клинике множественного эхинококка» (1932).

### В сердечно-сосудистую хирургию
Ещё на начальном этапе своей научной деятельности Н. И. Напалков уделял особое внимание этому разделу хирургии. В защищённой им в 1900 году докторской диссертации «Шов сердца и кровеносных сосудов» Напалков указывал на преимущество циркулярного шва сосудов, позволяющего восстановить нормальный кровоток, перед лигированием сосуда, купирующим только кровотечение, но создающим позднее угрозу для сохранения конечности, а также описал и экспериментально обосновал хирургическую технику бокового сосудистого шва артерий и вен и впервые привёл статистические данные по операциям на сосудах во всём мире. Он высказывался против методики шва сосуда без захвата интимы, предложенной А. А. Ясиновским, и показал, что после наложения сосудистого шва эндотелий стенки сосуда восстанавливается полностью, а между остальными слоями образуется соединительнотканная вставка. Кроме того, в своей диссертации Напалков изложил методы остановки кровотечения из ран сердца и доказал эффективность узловых швов, накладываемых на рану сердца, по сравнению с непрерывным швом. Он доказал, что вскрытие перикарда существенно не сказывается на сердечной деятельности, а ранение сердца и внешнее давление на него приводят к кратковременным нарушениям в его работе; что кровотечение при ранах длиной 4 мм продолжается и в систолу, и в диастолу; что перевязка ветвей коронарных сосудов при острой в этом необходимости возможна.
В 1902 году Напалков опубликовал монографию «Хирургия сердца и околосердечной сумки». Им предложен хирургический доступ к сердцу (доступ Напалкова) без вскрытия плевры разрезом справа от грудины с пересечением III, IV и V рёбер и формированием лоскута грудной стенки, вошедший в «Руководство по оперативной хирургии» под редакцией В. Н. Шевкуненко; в многотомном руководстве «Русская хирургия», вышедшем до Октябрьской революции, им написан большой раздел «Хирургия и массаж сердца». В 1905 году в госпитальной хирургической клинике Московского университета он провёл два массажа сердца. На X-м съезде российских хирургов в 1910 году Н. И. Напалков сделал программный доклад «Лечение варикозных расширений вен нижних конечностей», в котором подчёркивал: 

 «…разрастание в стенке сосуда волокнистой соединительной ткани ведёт к гибели эластических и сократительных элементов и к лимфатическому застою. Для оттока крови и лимфы необходимо полное иссечение вен, а не только варикозных узлов. Соустье между веной бедра и большой подкожной веной не оправдано, так как имеется достаточное число анастомозов между поверхностными и глубокими венами бедра».
Напалков предложил несложные оперативные вмешательства как при варикозном расширении вен, так и при трофических язвах голени, вошедшие в хирургическую практику; первым в мире рекомендовал круговое рассечение мягких тканей до фасции вокруг язвы с перевязкой сосудов и без последующего наложения швов на ткани.

### В проктологию
На протяжении длительного времени Н. И. Напалков уделял значительное внимание болезням прямой кишки. Проведённые им скрупулёзные анатомо-физиологические исследования позволили разработать и обосновать грыжевую теорию выпадения прямой кишки. Эту теорию Напалков доложил на I-м съезде российских хирургов в 1900 году: в патогенезе этого заболевания существенную роль играет низкое расположение дугласова кармана, расслабление мышц тазового дна, а также повышение внутрибрюшного давления. Он разработал оригинальное оперативное вмешательство — промежностное устранение брюшинного мешка с последующим сшиванием леваторов заднего прохода, — которое вошло в руководства по оперативной хирургии. Углубляясь в эту проблему, Н. И. Напалков в 1902 году на VIII-м Пироговском съезде врачей сделал доклад «О патогенезе промежностнопрямокишечной грыжи и об оперативном её устранении». Председатель съезда профессор Н. М. Волкович в своём заключении рекомендовал применение этой операции, поставленной на физиологической основе. В 1903 году Напалков написал руководство «Операции на мужском тазе», в 1907 году опупликовал монографию «Выпадение прямой кишки», а с докладом на эту тему выступил на XV-м Международном конгрессе в Лиссабоне. Напалков рассматривал геморрой как общее, врождённое заболевание, приводящее к трофическим нарушениям прямокишечных вен, нервов и окружающих тканей. В сфере его научных интересов находились и воспалительные заболевания прямой кишки — проктит, парапроктит и свищи. На XVI-м съезде российских хирургов (1924) Н. И. Напалков выступил с докладом «О рубцовых сужениях прямой кишки», предложив оригинальную операцию при этом заболевании.

### В хирургическую паразитологию
Работы Н. И. Напалкова и многих его учеников по проблеме эхинококкоза у человека позволили изменить представление о морфологии, патогенезе, клиническим проявлениям, способе инвазии и приживления паразита. К разработке этих вопросов им были привлечены бактериологи, морфологи, хирурги, терапевты, гепатологи, ветеринарные врачи. Напалков одним из первых в мире аргументированно предложил удалять эхинококковый пузырь вместе со сформировавшейся вокруг него фиброзной капсулой носителя, а в тех случаях, когда это невозможно, максимально резецировать соединительнотканную капсулу, что снижает вероятность повторного развития экзогенно расположенных зародышей, а также уменьшает время заживления раны, сокращая количество нагноений и свищей. Напалков считал недостаточным разрез эхинококковой кисты с последующим зашиванием соединительнотканного мешка наглухо или дренированием полости в оперативном лечении эхинококка печени. Вопросам лечения эхинококкоза у человека был посвящён I-й съезд хирургов Северо-Кавказского края в 1925 году, привлёкший внимание отечественной медицинской общественности к этой проблеме.

### В травматологию
Патологические изменения костей также входили в сферу научных интересов Н. И. Напалкова, о чём свидетельствуют его работы: «Открытые переломы», «Осложненные переломы плечевой кости», «О смещении головки при переломе хирургической шейки плеча», «Образование ключично-плечевого сочленения при полном иссечении лопатки», «Лечение псевдоартрозов» и другие. В 1930 году он первым в мире сделал сообщение о проведении остеосинтеза лобковых костей аутотрансплантатом при расхождении лобкового симфиза у пациентов с переломами костей таза. Н. И. Напалков уделял большое внимание физико-химическим и морфологическим исследованиям костей, в результате этой работы он пришёл к выводу, что нарушение физико-химических процессов в межуточном веществе кости при переломе вызывает нарушение репаративных процессов.

### В торакальную хирургию
В 1901 году Н. И. Напалков одним из первых в Российской империи выполнил иссечение рёбер и части грудины по Брауэру при адгезивном перикардите с целью создания более благоприятных условий функционирования сердца. Напалков первым в России произвёл декортикацию лёгкого, методика которой была разработана Делормом. В 1902 году на III-м съезде российских хирургов он сделал доклад «Обширное иссечение рёбер для ликвидации полости при эмпиеме плевры», а в 1905 году опубликовал монографию «Оперативное лечение хронических плевральных нагноений».

### В абдоминальную хирургию
В 1909 году Н. И. Напалков предложил принципиально новую операцию при грыжах белой линии живота, основанную на анатомо-физиологических данных, сохраняющую актуальность до наших дней и заключающуюся в удвоении белой линии живота путём рассечения влагалищ прямых мышц живота по их внутреннему краю и сшивания сначала внутренних, а затем наружных краёв рассечённых влагалищ. В клинике, возглавляемой Напалковым, разрабатывались также вопросы хирургии перитонита, аппендицита, кишечной непроходимости, перивисцерита подпечёночного перекрёстка и других заболеваний органов брюшной полости. В лечении перитонитов он придерживался тактики зашивания брюшной полости наглухо без дренирования.

### В гемотрансфузиологию и анестезиологию
Н. И. Напалков был пионером переливания крови на Кавказе. В 1937 году под редакцией Напалкова была опубликована монография его учеников «Переливание крови: Руководство для врачей».
В 1928 году Н. И. Напалков первым среди отечественных медиков поставил вопрос о возникшей потребности выделения анестезиологии как науки. В заключительном слове председателя на заседании Донского хирургического общества 3 апреля 1928 года он отметил, что появилась необходимость подготовки специалистов в области анестезиологии. В том же 1928 году в Днепропетровске на III-м Всеукраинском съезде хирургов Напалков, выступая по докладу С. С. Юдина «Обезболивание в брюшной хирургии», обратил внимание хирургической общественности на необходимости готовить специалистов-наркотизаторов, а также индивидуализации в методике обезболивания и научного развития анестезиологии.

### В урологию, онкологию, военно-полевую и пластическую хирургию
Н. И. Напалков со своими учениками разрабатывали также урологические проблемы (чрезбрюшинное сечение мочевого пузыря, хирургическая тактика при отрыве мочеточника единственной почки, патологические изменения паранефральной клетчатки), вопросы онкологии (злокачественные новообразования конечностей). Напалков написал целый ряд работ по военно-полевой хирургии: «Огнестрельные ранения черепа», «Огнестрельные ранения крупных суставов», «Комбинированные ранения грудной и брюшной полостей» и другие. Среди проблем пластической хирургии Н. И. Напалкова особенно интересовали вопросы ринопластики, пластики нижней челюсти после её резекции, устранения послеожоговых контрактур кисти и пальцев.

## Научная школа
Из его научной хирургической школы вышло более 20 профессоров, возглавлявших хирургические кафедры в различных городах Советского Союза (В. Д. Анчелевич, В. П. Вознесенский, К. П. Высоцкая, Т. Ф. Ганжулевич, А. С. Григорьев, А. М. Дыхно, Д. З. Злотвер, Г. С. Ивахненко, С. А. Кац, В. Р. Хесин, Ф. М. Хитров, И. И. Чижов и другие). Около сотни его учеников заведовали хирургическими отделениями в самых разных частях СССР.

## Общественная деятельность
Был организатором в Ростове-на-Дону Донского хирургического общества и до конца своей жизни бессменно был его председателем. Он инициировал и организовал четыре съезда хирургов Северного Кавказа (4-й из них именовался Азово-Черноморским), которые носили характер Всероссийских и получили признание хирургов страны. Участие в работе этих съездов приняли крупные представители хирургической науки и практики из Москвы, Ленинграда, Харькова, Одессы, Днепропетровска, Баку и других городов. Напалков состоял иногородним соредактором журнала «Вестник хирургии и пограничных областей». В качестве доказательства признания заслуг Н. И. Напалкова перед отечественной хирургией можно рассматривать его избрание председателем XIX-го Всероссийского съезда хирургов, проходившего в Ленинграде в 1927 году. Напалков был сторонником новой для своего времени методики обследования — диспансеризации рабочих и членов их семей.

## Семья
Н. И. Напалков был женат на Клавдии Владимировне Мурзиной, в их семье родилось шестеро детей, но 4 мальчика и 1 девочка умерли во младенчестве, выжил лишь младший ребёнок — Павел Николаевич (1900—1988), впоследствии — профессор, доктор медицинских наук, заведующий кафедрой факультетской хирургии Ленинградского санитарно-гигиенического медицинского института. Сын Павла Николаевича (и внук Николая Ивановича) Николай Павлович Напалков (род. 1932) — известный советский онколог, доктор медицинских наук, профессор, академик РАМН, директор Научно-исследовательского института онкологии имени Н. Н. Петрова (1974—1989).

## Память
На стене сохранившегося до наших дней дома в Ростове-на-Дону, в котором жил и умер Н. И. Напалков, в октябре 1998 года установлена мемориальная доска с текстом: «В этом доме жил выдающийся русский хирург, профессор Николай Иванович Напалков».

## Медицинские термины, в которых присутствует имя Н. И. Напалкова
- Доступ Напалкова — хирургический доступ к сердцу без вскрытия плевры разрезом справа от грудины с пересечением III, IV и V рёбер и формированием лоскута грудной стенки
- Операция Напалкова — хирургическая операция: гастропексия, при которой круглую связку печени проводят к толще желудочно-ободочной связки вдоль большой кривизны желудка и подшивают к мышцам брюшной стенки[30]
- Пластика по Напалкову — способ пластики при грыжах белой линии живота, заключающийся в удвоении белой линии живота путём рассечения влагалищ прямых мышц живота по их внутреннему краю и сшивания сначала внутренних, а затем наружных краёв рассечённых влагалищ
- Способ Напалкова:

1. способ ринопластики у женщин, заключающийся в создании внутренней выстилки носа посредством свободной пересадки слизистой оболочки влагалища;
2. модификация способа обработки рук хирургическим персоналом по Спасокукоцкому — Кочергину, в которой аммиак заменён на раствор гидроксида калия (1:2000)

## Комментарии
1. ↑  Приказ Главнокомандующего армиями Северо-Западного фронта от 19 апреля (2 мая) 1915 года
2. ↑  Высочайший приказ по гражданскому ведомству от 11 (24) ноября 1916 года